# Edith Starrett Green
Edith Starrett Green (ur. jako Edith Louise Starrett 17 stycznia 1910 roku, zm. 21 kwietnia 1987 roku) – amerykańska polityk związana z Partią Demokratyczną.
W latach 1955–1974 reprezentowała trzeci okręg wyborczy w stanie Oregon w Izbie Reprezentantów Stanów Zjednoczonych.
Była drugą kobietą po Nan Wood Honeyman wybraną w stanie Oregon do Izby Reprezentantów Stanów Zjednoczonych.